# 117 Lomija
117 Lomija (mednarodno ime 117 Lomia) je velik in temen asteroid tipa C v glavnem asteroidnem pasu.

## Odkritje
Asteroid je 12. septembra 1871 odkril Alphonse Louis Nicolas Borrelly (1842 – 1926).. Poimenovan je verjetno po Lamiji (starogrško starogrško Λάμια: Lamia) iz grške mitologije.

## Lastnosti
Asteroid Lomija obkroži Sonce v 5,17 letih. Njegova tirnica ima izsrednost 0,028, nagnjena pa je za 0,674° proti ekliptiki. Njegov premer je 148,7 km, okoli svoje osi se zavrti v 9,127 urah.
Je zelo temen, na površini ima ogljikove spojine. 

## Okultacije
Doslej so opazovali dve okultaciji, v letu 2000 in 2003.